# Веско, Жан-Поль
Жан-Поль Веско (фр. Jean-Paul Vesco; род. 10 марта 1962, Лион, Франция) — алжирский кардинал, доминиканец. Епископ Орана с 1 декабря 2012 по 27 декабря 2021. Архиепископ Алжира с 27 декабря 2021. Кардинал-священник с титулом церкви Сакро-Куоре-ди-Джезу-агонидзанте-а-Витиния с 7 декабря 2024.